# Tihomir Pejin
Tihomir Pejin (* 11. Oktober 1983) ist ein kroatischer Fußballschiedsrichter. Er ist seit 2014 offiziell FIFA-Schiedsrichter.

## Werdegang
Pejin pfeift seit 2010 Spiele in der 1. HNL, der höchsten kroatischen Fußballliga sowie seit 2011 jährlich mindestens ein Spiel im Kroatischen Fußballpokal. Für die Qualifikation zur Europa League 2014/15 gehörte er zur Gruppe der Schiedsrichter und pfiff in der ersten Runde die Partie zwischen UE Santa Coloma und dem FK Metalurg Skopje. Ein Jahr später leitete er das Spiel zwischen Seinäjoen JK und FH Hafnarfjörður in der Qualifikation zur Europa League 2015/16.
2015 und 2016 leitete er mit Liechtenstein gegen Ungarn und Griechenland gegen Israel zwei Spiele in der Qualifikation für die U-21-Europameisterschaft 2017. 